# Callaghan (Virginia)
Callaghan è un census-designated place (CDP) degli Stati Uniti d'America, situato nello stato della Virginia, nella contea di Alleghany. Secondo il censimento del 2020 gli abitanti di Callaghan ammontavano a 203.